# Still Dreaming
Still Dreaming —en español: Sigue Soñando— (estilizado en mayúsculas) es el primer álbum de estudio japonés del grupo surcoreano TXT. Fue publicado el 20 de enero de 2021 por Universal Music. El álbum consiste en la recopilación de las versiones en japonés de sus canciones, añadiendo una nueva versión en japonés de Blue Hour y dos temas principales de animes.

## Antecedentes
El 23 de noviembre de 2020, a través de la página japonesa oficial del grupo, se anunciaría el primer álbum japonés de la banda, el cual se lanzaría el día 20 de enero de 2021. Este seguiría la línea de su anterior trilogía The Dream Chapter, con el mensaje «sigo soñando». El 27 de noviembre se anuncia que la canción «Force» fue seleccionada como tema principal de la segunda temporada del anime World Trigger y sería lanzada el 10 de enero de 2021.

## Promoción

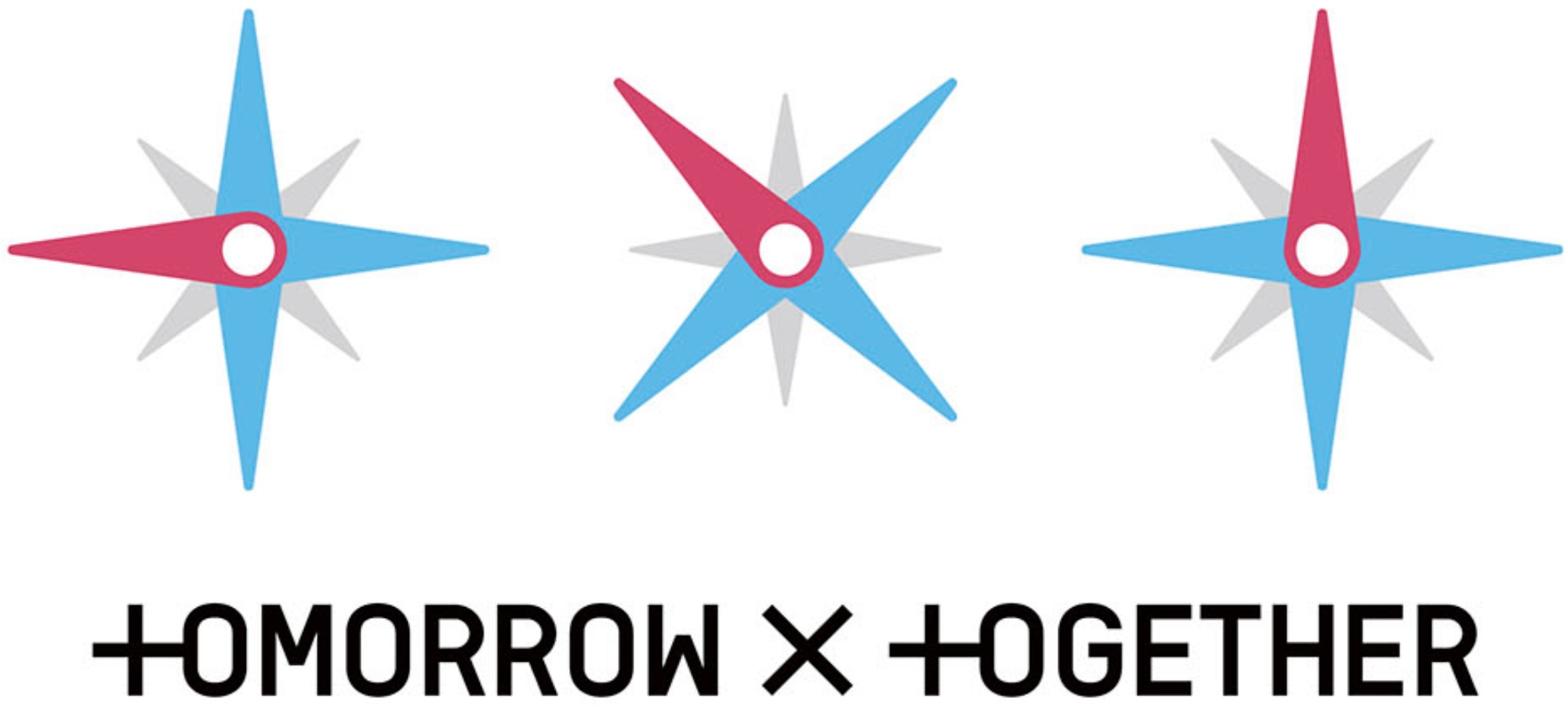
El logo modificado de la banda usado para fines promocionales

El 23 de noviembre, horas después del anuncio, se publican las versiones del álbum, las cuales se basarían en una versión estándar, dos versiones limitadas, una versión exclusiva de Weverse Shop Japan, otra de Universal Music Store y una última en Loppi HMV, las cuales se pondrían en preventa el mismo día. Entre el 30 de noviembre y el 4 de diciembre se publican videos individuales de la versión Cinemagraph Sunset Time, mientras que el 6 de diciembre se publica uno grupal. El 9 y 10 de diciembre se publican fotos individuales de la versión Moodboard Sunset Time. Entre el 18 y 23 de diciembre se publican cinco videos individuales y uno grupal de la versión Cinemagraph Daytime. Finalmente se publican las fotos individuales de la versión Moodboard Daytime el 27 y 28 de diciembre. El 10 de enero comienza la promoción de «Blue Hour» versión japonesa, con la publicación del tráiler individual de Beomgyu para el video musical de la canción, el día siguiente se publicaría el tráiler individual de Hueningkai.

## Lista de canciones
| Still Dreaming |                                                                             | |                             |          |  |
| N.º            | Título                                                                      | Escritor(es) | Productor(es)               | Duración |  |
| 1.             | «Intro: Dreaming»                                                           | Slow Rabbit y レビン | Slow Rabbit y “Hitman” Bang | 1:14     |  |
| 2.             | «Force»                                                                     | 大森元貴 | Slow Rabbit y “Hitman” Bang | 4:01     |  |
| 3.             | «Blue Hour» (versión japonesa, 5時53分の空で見つけた君と僕)                 | Slow Rabbit, "Hitman" Bang, Lil 27 Club y カイラー・ニコ | Slow Rabbit y “Hitman” Bang | 3:30     |  |
| 4.             | «Run Away» (versión japonesa, 9と4分の3番線で君を待つ)                      | Slow Rabbit, “Hitman” Bang, Supreme Boi, アンドレアス・カールソン, ピーター・セント・ジェームス, ポーリン・スコット, ミシェル・リンドグレン・シュルツ y メラニー・ジョイ・フォンタナ | Slow Rabbit y “Hitman” Bang | 3:30     |  |
| 5.             | «Crown» (versión japonesa, ある日、頭からツノが生えた)                      | Slow Rabbit, “Hitman” Bang, Supreme Boi, Mayu Wakisaka, ミシェル・リンドグレン・シュルツ y メラニー・ジョイ・フォンタナ                                                              | Slow Rabbit y “Hitman” Bang | 3:51     |  |
| 6.             | «Angel Or Devil» (versión japonesa)                                         | Slow Rabbit, “Hitman” Bang, Supreme BoiPDOGG, ネイトゥメラ・マスク, ピーター・イプセン, ミシェル・リンドグレン・シュルツ y メラニー・ジョイ・フォンタナ                              | Slow Rabbit y “Hitman” Bang | 3:54     |  |
| 7.             | «Drama» (versión japonesa)                                                  | Supreme Boi, EL CAPITXNジェイク・トーレイ, ノア・コンラッド y ローランド・ローロ・スプレークレイ                                                                                     | Slow Rabbit y “Hitman” Bang | 3:31     |  |
| 8.             | «Everlasting Shine» (永遠に光れ)                                            | UTA y Yohei | Slow Rabbit y “Hitman” Bang | 3:13     |  |
| 9.             | «Can't You See Me?» (versión japonesa, 世界が燃えてしまった夜、僕たちは...) | Slow Rabbit, “Hitman” Bang, Supreme Boi, エリック・ザイン, ナズ・トキオ, ミシェル・リンドグレン・シュルツ y メラニー・ジョイ・フォンタナ                                             | Slow Rabbit y “Hitman” Bang | 3:22     |  |
| 10.            | «Outro: Still»                                                              | EL CAPITXN y ソモゴル | Slow Rabbit y “Hitman” Bang | 1:13     |  |

## Posicionamiento en listas

### Semanales
| Listas (2020/21)                                   | Mejor posición |
| -------------------------------------------------- | -------------- |
| Estados Unidos (Billboard 200)                     | 173            |
| Estados Unidos (Billboard Top Album Sales)         | 10             |
| Estados Unidos (Billboard Top Current Album Sales) | 10             |
| Estados Unidos (Billboard World Albums)            | 4              |
| Japón (Billboard Hot Albums)                       | 1              |
| Japón (Oricon)                                     | 1              |

## Historial de lanzamiento
| Región         | Fecha                 | Formato                     | Discográfica          | Ref.   |
| -------------- | --------------------- | --------------------------- | --------------------- | ------ |
| Japón          | 19 de enero de 2021   | CD                          | Universal Music Japan | [ 20 ] |
| Varios         | 20 de enero de 2021   | descarga digital, streaming | Universal             | [ 21 ] |
| Estados Unidos | 12 de febrero de 2021 | CD                          | UMe                   | [ 22 ] |